# Contea di Sclafani Pinot nero riserva
Il Contea di Sclafani Pinot nero riserva è un vino DOC la cui produzione è consentita nelle province di Agrigento, Caltanissetta e Palermo.

## Caratteristiche organolettiche
- colore: dal rosso rubino carico al granato
- odore: intenso fruttato
- sapore: caratteristico, ricco di struttura, fruttato

## Produzione
Provincia, stagione, volume in ettolitri
- nessun dato disponibile